# Ульяхов, Александр Александрович
Александр Александрович Ульяхов (род. 16 июля 1988, Москва) — российский самбист и дзюдоист, бронзовый призёр чемпионатов России по самбо 2013, 2016 и 2020 годов, бронзовый призёр чемпионатов России по дзюдо 2011 и 2014 годов, мастер спорта России по самбо, мастер спорта России международного класса по дзюдо. С 1 января 2017 года зачислен в штат Центра спортивной подготовки Брянской области.

## Спортивные результаты
- Чемпионат России по дзюдо 2011 — ;
- Чемпионат России по самбо 2013 — ;
- Чемпионат России по дзюдо 2014 — ;
- Чемпионат России по самбо 2016 — ;
- Чемпионат России по самбо 2020 — ;
- Кубок России по дзюдо 2017 — ;